# Password authentication protocol
Il PAP (acronimo per l'inglese Password authentication protocol), è un protocollo di rete che richiede che l'utente si faccia riconoscere inviando, in chiaro, al server sia l'identificativo utente che la password.
L'utilizzo di questo protocollo è conveniente solo nel caso in cui la rete sia formata da due soli elaboratori in un collegamento punto-punto. Un suo utilizzo in una rete diversa in cui hanno accesso più elaboratori comprometterebbe inequivocabilmente la sicurezza delle trasmissioni dato che sia password che parola d'ordine vengono trasmessi in chiaro e non crittografato.